# 아프가니스탄 민주공화국
아프가니스탄 민주공화국(다리어: جمهوری دموکراتیک افغانستان)은 1978년 4월 30일부터 1987년 11월 30일까지 아프가니스탄의 공식적인 국명이었다. 아프가니스탄 민주공화국은 1978년 4월 혁명을 계기로 성립되었고 1992년 무자헤딘에 의해 붕괴되었다.

## 정치 조직
다우드가 왕정을 폐지한 이후 새로운 최고 국가 기관인 혁명 위원회(RS)가 위원장으로 수반으로 하여 성립되었다. :
- 압둘 카디르 다가르왈 1978년 4월 27일-4월 30일
- 누르 무함마드 타라키 1978년 4월 30일 — 1979년 9월 16일
- 하피줄라 아민 1979년 9월 16일 — 1979년 12월 27일
- 바브락 카르말 1979년 12월 27일 — 1986년 11월 24일
- 하지 무함마드 참카니 1986년 11월 24일 — 1987년 9월 30일
- 모하마드 나지불라 1987년 9월 30일 — 1987년 11월 30일 (1987년 11월 30일부터 1992년 4월 16일까지 아프가니스탄 공화국의 대통령).

1987년 11월 30일에 열린 나지불라의 로이야지르가는 새 헌법을 받아들였고 아프가니스탄 민주 공화국을 아프가니스탄 공화국으로 개칭하고 상, 하원 신설 등의 내용을 담음 새로운 헌법을 발표하였다.

## 대내 정책
1978년 사우르 혁명 직후 토지 개혁을 실시했으며 종교의 자유와 여성 참정권을 보장하였다. 여성의 부르카 착용도 금지하였으며, 민족간의 화해 정책을 추진하였다.

## 같이 보기
- 아프가니스탄 인민민주당
- 아프가니스탄 내전 (1989년~1992년)